# Santa Cruz do Capibaribe
Santa Cruz do Capibaribe este un oraș în Pernambuco (PE), Brazilia.